# Ербах-ім-Оденвальд
Ербах-ім-Оденвальд (нім. Erbach im Odenwald) — місто в Німеччині, знаходиться в землі Гессен. Підпорядковується адміністративному округу Дармштадт. Входить до складу району Оденвальд.
Площа — 62,67 км2. Населення становить 13 813 ос. (станом на 31 грудня 2020).